# Soiuz TMA-11M
El Soiuz TMA-11M fou un vol espacial tripulat del 2013 cap a l'Estació Espacial Internacional. Transportà tres membres de l'Expedició 38 a l'Estació Espacial Internacional. El TMA-11M fou el vol núm. 120 d'una nau espacial Soiuz, amb el seu primer vol començant en el 1967. La Soiuz va romandre a bord de l'estació espacial com la part de l'Expedició 39 per servir de vehicle d'escapament d'emergència.

## Tripulació
| Posició           | Tripulant                                    | Tripulant                                    |
| ----------------- | -------------------------------------------- | -------------------------------------------- |
| Comandant         | Mikhaïl Tiurin, RSA Tercer vol espacial      | Mikhaïl Tiurin, RSA Tercer vol espacial      |
| Enginyer de vol 1 | Richard Mastracchio, NASA Quart vol espacial | Richard Mastracchio, NASA Quart vol espacial |
| Enginyer de vol 2 | Koichi Wakata, JAXA Quart vol espacial       | Koichi Wakata, JAXA Quart vol espacial       |